# キキーモラ

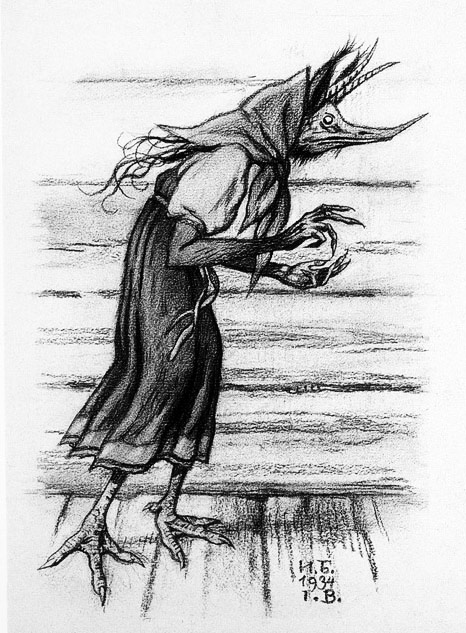
キキーモラ（イヴァン・ビリビン画）

キキーモラ（ロシア語: кики́мораキキーマラ；ラテン文字表記の例: Kikimora）は、スラヴに伝わる、働き者の味方とされる謎の多い幻獣。

## 名前の由来
キキーモラの名は、語源的には「キキー」と「モーラ」に分けることができる。前者の意味は不明で、さまざまな説が唱えられており、「キーキー」という擬音語からという考え方が有力である。後者の「モーラ」はスラヴ人の民間伝承に登場する吸血夢魔モーラである。

## 外見
外見については複数の説がある。ある立場では、顔は狼、白鳥のようなくちばしがあり、胴体は熊、足が鶏。尾はボルゾイである。本項目の画像はこの説に基づいている。
別の伝承では小柄で痩せた、背の曲がった老婆姿の妖怪とイメージされている。
不幸な子供の死霊がキキーモラになるという伝説もあり、実際にロシアで一般的に信じられているキキーモラ像は、決して年をとらない少女である。

## 行動
目立つのを嫌うせいか、家の木陰にひそんでいる。働き者には願いをかなえ、怠け者は餌として喰らって行く。性格は大抵おっとりで、害されても抵抗はしない。他方で夜中に大暴れをし、騒音をまき散らす妖精とする解釈もある。また、キキーモラが特に強く関心を持っているのは機織りといわれ、夜中に大きな音を立てて機を織るという伝えもある。
キキーモラを老婆とする場合は家と密接な関連があるようで、家の中では騒いで安眠を妨げたり、火事、病などの災いをもたらす。また余所から来た大工がキキーモラを新築の家の中に入れて細工・呪術をしているという迷信もある。

## キキーモラが登場する作品

### 小説
- 香山滋『キキモラ――してやられた妖精』（1952年） - 短編小説。人間の少女の姿をした、他人の幸福をねたみ不幸にしようとする妖精として登場する。

### 漫画
- 『モンスター・コレクション』2000年
- 『靴ずれ戦線』2012年

### 短編
- 怪談レストランの死神レストラン「糸をつむぐ死神」2004年
- 怪談レストランの人形レストラン「屋根裏のキキーモラ」2004年

### ゲーム
- 『魔導物語』『ぷよぷよ』シリーズ（コンパイル）1994年
- 『真・女神転生デビルサマナー』（アトラス）1995年
- 『デビルサマナー ソウルハッカーズ』（アトラス）1997年
- 『あやかしびと』（propeller） 2005年

### 楽曲
- キキーモラ（1909年） - アナトーリ・リャードフの管弦楽曲。